# Atrobucca alcocki
Atrobucca alcocki és una espècie de peix de la família dels esciènids i de l'ordre dels perciformes.

## Morfologia
- Els mascles poden assolir 21,6 cm de longitud total.
- Nombre de vèrtebres: 25.[4][5]

## Hàbitat
És un peix marí, de clima tropical i bentopelàgic.

## Distribució geogràfica
Es troba a l'Índic occidental: davant les costes de Bombai (l'Índia) i Sind (el Pakistan).

## Observacions
És inofensiu per als humans.